# Penuganchiprolu
Penuganchiprolu är en ort i Indien.   Den ligger i distriktet Krishna och delstaten Andhra Pradesh, i den centrala delen av landet, 1 300 km söder om huvudstaden New Delhi. Penuganchiprolu ligger 65 meter över havet och antalet invånare är 14 374.
Terrängen runt Penuganchiprolu är platt. Runt Penuganchiprolu är det tätbefolkat, med 331 invånare per kvadratkilometer. Närmaste större samhälle är Jaggayyapeta, 15,8 km väster om Penuganchiprolu. Trakten runt Penuganchiprolu består till största delen av jordbruksmark.